# Leptophis riveti
Espèce
Synonymes
- Leptophis brevior Boulenger 1914

Leptophis riveti est une espèce de serpent de la famille des Colubridae.

## Répartition
Cette espèce se rencontre :
- dans l'Ouest et le Nord de la Colombie ;
- au Costa Rica ;
- en Équateur ;
- au Panama ;
- au Pérou, dans la région d'Amazonas ;
- à Trinité-et-Tobago.

## Description
L'holotype de Leptophis riveti mesure 576 mm dont 235 mm pour la queue.

## Étymologie
Son nom d'espèce lui a été donné en l'honneur de Paul Rivet qui a fourni la collection étudiée.

## Publications originales
- Boulenger, 1914 : On a second collection of batrachians and reptiles made by Dr. H. G. F. Spurrell, F.Z.S., in the Choco, Colombia. Proceedings of the Zoological Society of London, vol. 1914, p. 813-817 (texte intégral).
- Despax, 1910 : Mission géodésique de l’Équateur. Collections recueillies par M. le Dr Rivet. Liste des ophidiens et descriptions des espèces nouvelles. (Note préliminaire). Bulletin du Muséum National d'Histoire Naturelle, vol. 16, p. 368-376 (texte intégral).